# Агач-Киши
Агач-киши («меша адам», буквально «человек дерева» или «лесной человек») — персонаж балкарской и азербайджанской мифологии. В мифах балкарцев и азербайджанцев духи, живущие в горных лесах. Их представляли в образе волосатых существ обоих полов, имеющих промежуточный между обезьяной и человеком облик, с резким неприятным запахом. Считалось, что в поисках пищи агач-киши наведываются под покровом ночи в сады и огороды, надевая при этом на себя выброшенную людьми одежду. По мнению некоторых исследователей, образ агач-киши является вариантом расхожей легенды о «снежном человеке».